# Ciecierzyce
Ciecierzyce – wieś w Polsce położona w województwie lubuskim, w powiecie gorzowskim, w gminie Deszczno.
W latach 1975–1998 miejscowość administracyjnie należała do województwa gorzowskiego.
Wieś ma połączenie z Gorzowem Wielkopolskim liniami MZK. W miejscowości żyje aktualnie 455 osób, a powierzchnia wynosi 957 ha.

## Historia
Wieś powstała w 1758, z polecenia króla w celu kolonizacji doliny Warty. Początkowo nazwą, Neu Borkow (Nowy Borek), nawiązywała do sąsiedniej, starszej wsi. Następnie, dla uczczenia dowódcy gorzowskiego regimentu dragonów, generała porucznika barona Ernsta Heinricha von Czettritza, nazwę zmieniono na Gross Czettritz. W 1767, powstała sąsiednia kolonia Klein Czettritz. Obie miejscowości połączono w 1929 roku.

## Zabytki
Do wojewódzkiego rejestru zabytków wpisany jest:
- kościół ewangelicki, ob. rzym.-kat. fil. pw. Matki Boskiej Różańcowej, z 1926 r.

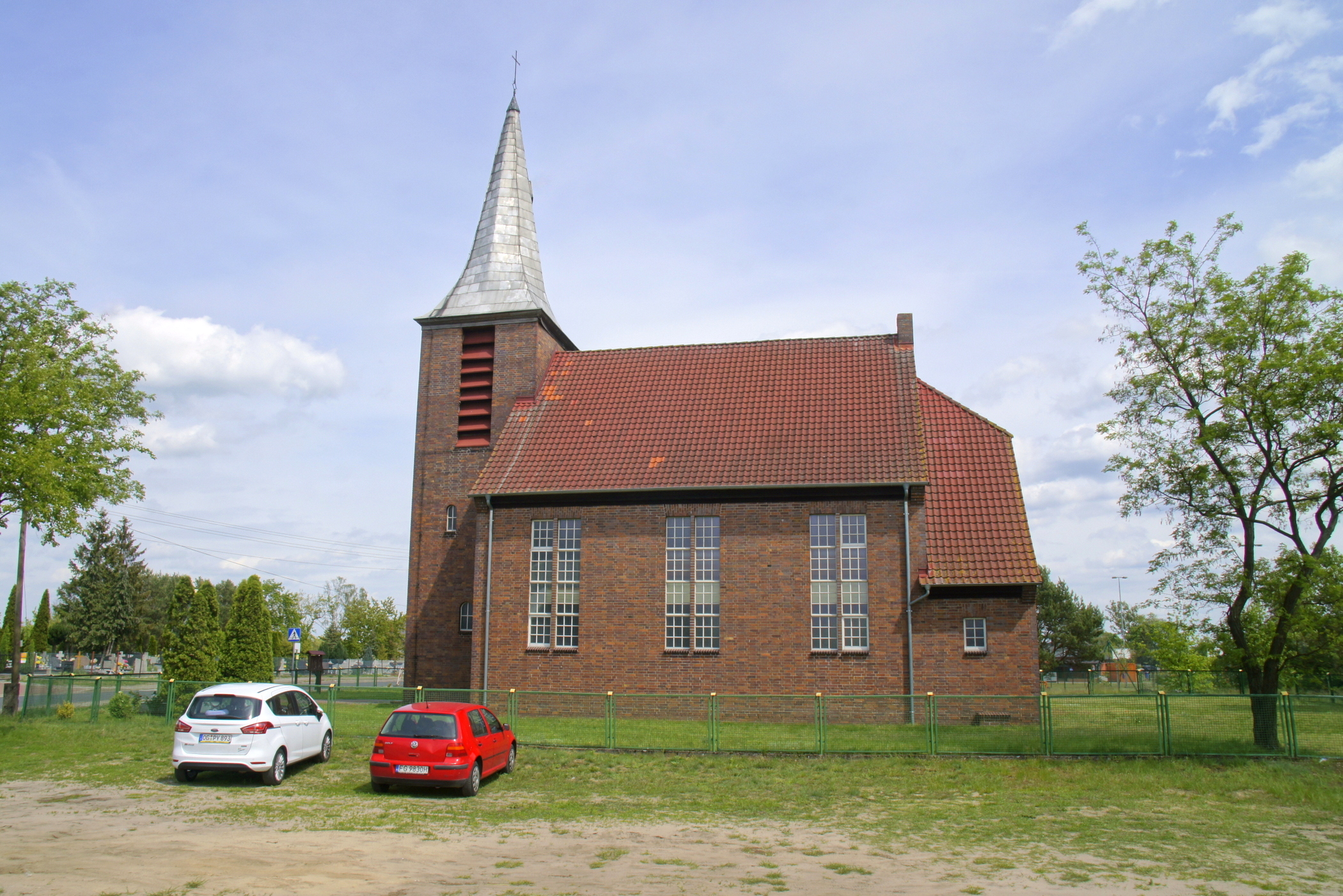
Kościół, elewacja zachodnia
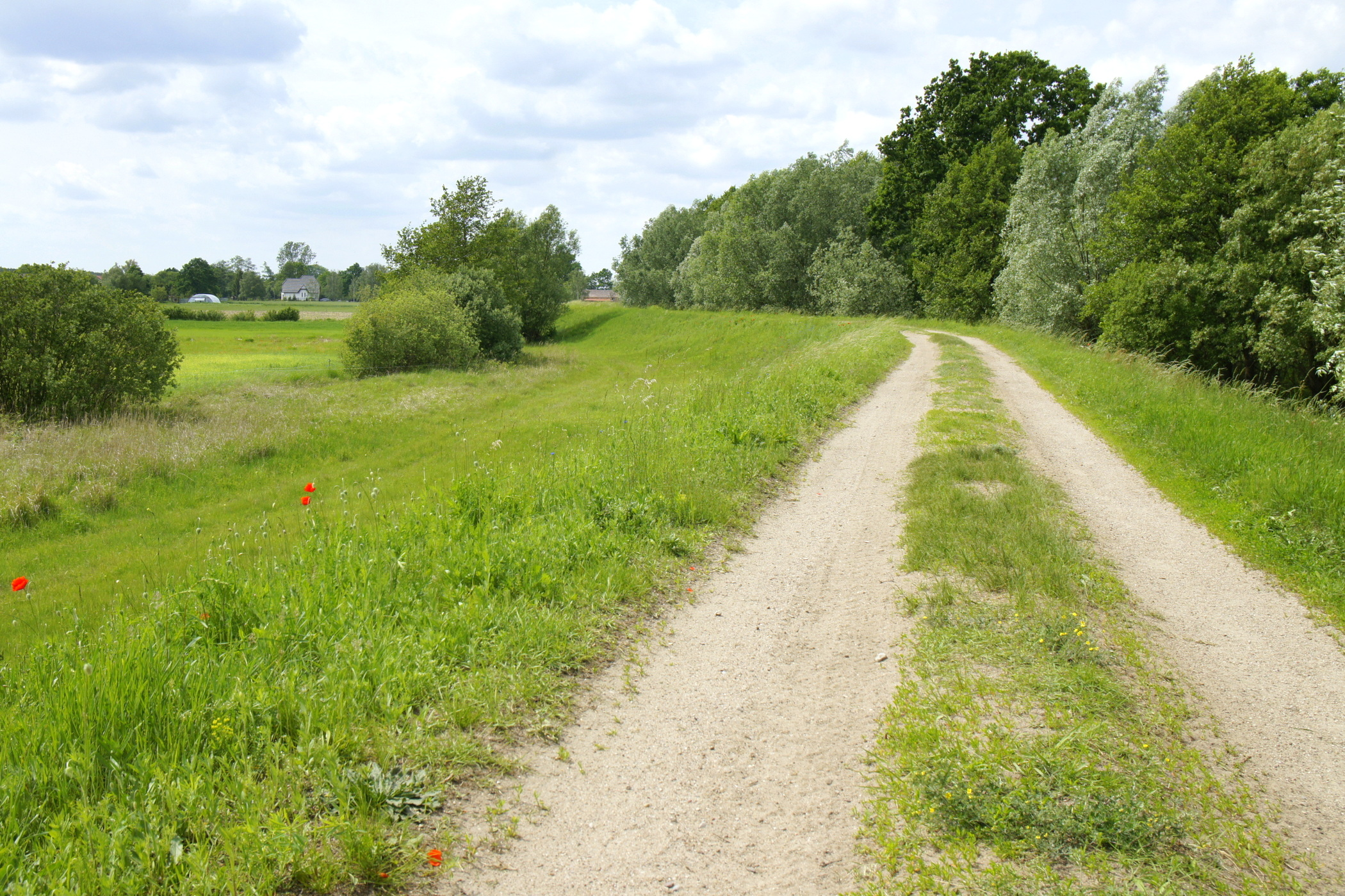
Wał śluzy